# شمس‌الدین ابراهیم
شمس‌الدین ابراهیم (انگلیسی: Shaam؛ زادهٔ ۴ آوریل ۱۹۷۷) یک هنرپیشه، و مانکن (فرد) اهل هند است. وی از سال ۲۰۰۰ میلادی تاکنون مشغول فعالیت بوده است.
او در فیلم‌های آفتاب‌پرست، ۱۲بی، بازی، ویرا، پنج پانداوا و یک زنبور عسل، لگد ۲، لگد، به آرامی، به آرامی، اسب مسابقه، عزیز، عزیز، پاک‌کننده و وارث بازی کرده است.